# Kiesza
Kiesa Rae Ellestad, plus connue sous son nom de scène Kiesza (prononcé : [ˈkaɪzə]), est une auteure-compositrice-interprète et danseuse canadienne née le 16 janvier 1989 à Calgary en Alberta. Elle a participé à l'écriture de chansons pour Rihanna, Kylie Minogue et Icona Pop. Elle participe en 2013 à la chanson Triggerfinger du groupe norvégien Donkeyboy, et sort en 2014 son premier single, Hideaway, qui atteint la première place du Top singles au Royaume-Uni.

## Biographie
Née à Calgary, dans la province de l'Alberta au Canada, Kiesza (Kiesa Rae Ellestad de son vrai nom) faisait de la danse classique enfant. Dès l'adolescence, elle troque les tutus et pointes de la danse classique contre les gilets de sauvetage et boussoles pour faire de la voile. Elle rejoint ensuite avec son frère la Royal Canadian Navy.
Toujours intéressée par le milieu artistique, elle participe au concours Miss Univers Canada et suis des cours de claquettes, de danse jazz et d'art dramatique. À 18 ans, elle écrit sa première chanson à la suite du divorce de ses parents. Cette même année, elle entend pour la première fois à la radio un de ses titres.

### Carrière
Ses premiers titres s'inscrivent dans un registre plutôt folk, elle explore ensuite d'autres styles de musique, elle enregistre ensuite des démos qu'elle décide finalement de réunir sur un album pour ensuite déposer sa candidature dans l'école musicale Selkirk College (en). Elle part avant même avoir reçu une réponse pour Hawaï. Après un coup de téléphone lui annonçant qu'elle est reçue, elle rentre donc au Canada. Pendant un an, elle étudie la guitare, le chant et le clavier. Elle obtient ensuite une bourse pour le Berklee College of Music de Boston.
Par le biais d'un de ses professeurs, elle rencontre un élève producteur récemment diplômé, Rami Samir Afuni. Ensemble, ils tentent de nouvelles approches musicales et elle oublie donc la folk et se dirigent vers les genres musicaux de ses idoles CeCe Peniston, Michael Jackson ou Madonna. Kiesza sera ensuite sélectionnée pour se produire au Trafalgar Square de Londres devant 30 000 personnes lors des festivités du Canada Day.
En 2013, elle prête sa voix au groupe norvégien Donkeyboy pour leur single Triggerfinger, elle offre ensuite ses services de compositrice à Rihanna, Kylie Minogue ou Icona Pop.
En janvier 2014, elle sort son premier single Hideaway sous le label Lokal Legend. Ce titre se retrouve no 1 des charts britanniques lors de sa sortie officielle fin avril. Le clip rencontre lui aussi un succès important en étant nommé au MTV Video Music Award pour la meilleure chorégraphie. Sur la chaîne YouTube officielle de l'artiste, le clip dépasse les 500 millions de vues.
Dans la foulée de ce succès, elle fait une reprise du titre What Is Love de Haddaway sorti en 1993.
Elle sort donc par la suite d'autres titres comme Take Me to Church, qui est une reprise de Hozier, et Giant in My Heart, qui devient officiellement son second single.
En 2015, elle collabore avec le groupe Duran Duran pour l'album Paper Gods.
En 2017, elle apparait sur le titre Ain't No Party sur l'album Red Lips, de Cerrone.
En 2017, elle collabore sur le titre Don't Want You Back de Bakermat. La même année, elle a un accident de voiture à Toronto, subissant de graves blessures qui l'ont obligée à mettre sa carrière de côté plusieurs années pour récupérer.

## Discographie

### Albums studio
- Sound of a Woman (2014)

### EPs
- Hideaway (2014)

### Singles

#### Seule
- Hideaway (2014)
- Giant in My Heart (2014)
- No Enemiesz (2014)

#### En collaboration
- Triggerfinger (avec Donkeyboy, 2013)
- Take Ü There (avec Jack Ü, 2014)
- Teach Me (avec Joey Badass, 2015)
- Ain't No Party (avec Cerrone, 2017)
- Don't Want You Back (avec Bakermat, 2017)
- Hello Shadow (avec Skygge, sur Hello World, 2017)